# Pożary
Pożary (niem. Posaren) – osada w Polsce położona w województwie warmińsko-mazurskim, w powiecie działdowskim, w gminie Działdowo.
W latach 1975–1998 miejscowość administracyjnie należała do województwa ciechanowskiego.